# Škoda Kamiq
Škoda Kamiq — субкомпактный кроссовер, выпускаемый чешским производителем Škoda Auto с 2019 года.

## Описание
Впервые автомобиль Škoda Kamiq был представлен в феврале 2019 года в Женеве. Серийно автомобиль производится с июня 2019 года. Представляет собой преемника автомобиля Škoda Yeti.

## Технические характеристики
| Бензиновые двигатели внутреннего сгорания   | Бензиновые двигатели внутреннего сгорания | Бензиновые двигатели внутреннего сгорания | Бензиновые двигатели внутреннего сгорания | Бензиновые двигатели внутреннего сгорания |
| Модель                                      | Объём                                     | Мощность                                  | Крутящий момент                           | Трансмиссия                               |
| ------------------------------------------- | ----------------------------------------- | ----------------------------------------- | ----------------------------------------- | ----------------------------------------- |
| 1.0 TSI 95                                  | 999 cм3 (I3)                              | 95 л. с.                                  | 175 Н*м                                   | 5-скор. МКПП                              |
| 1.0 TSI 115                                 | 999 cм3 (I3)                              | 115 л. с.                                 | 200 Н*м                                   | 6-скор. МКПП 7-скор. DSG                  |
| 1.5 TSI 150 Evo                             | 1498 cм3 (I4)                             | 150 л. с.                                 | 250 Н*м                                   | 6-скор. МКПП 7-скор. DSG                  |
| Дизельные двигатели внутреннего сгорания    |                                           |                                           |                                           |                                           |
| 1.6 TDI 115                                 | 1598 cм3 (I4)                             | 115 л. с.                                 | 250 Н*м                                   | 5-скор. МКПП 7-скор. DSG                  |
| Газомоторные двигатели внутреннего сгорания |                                           |                                           |                                           |                                           |
| 1.0 G-Tec 90                                | 999 cм3 (I3)                              | 90 л. с.                                  | 145 Н*м                                   | 6-скор. МКПП                              |

## Продажи
| Год  | Продано |
| ---- | ------- |
| 2019 | 13240   |
| 2020 | 75559   |

## Галерея

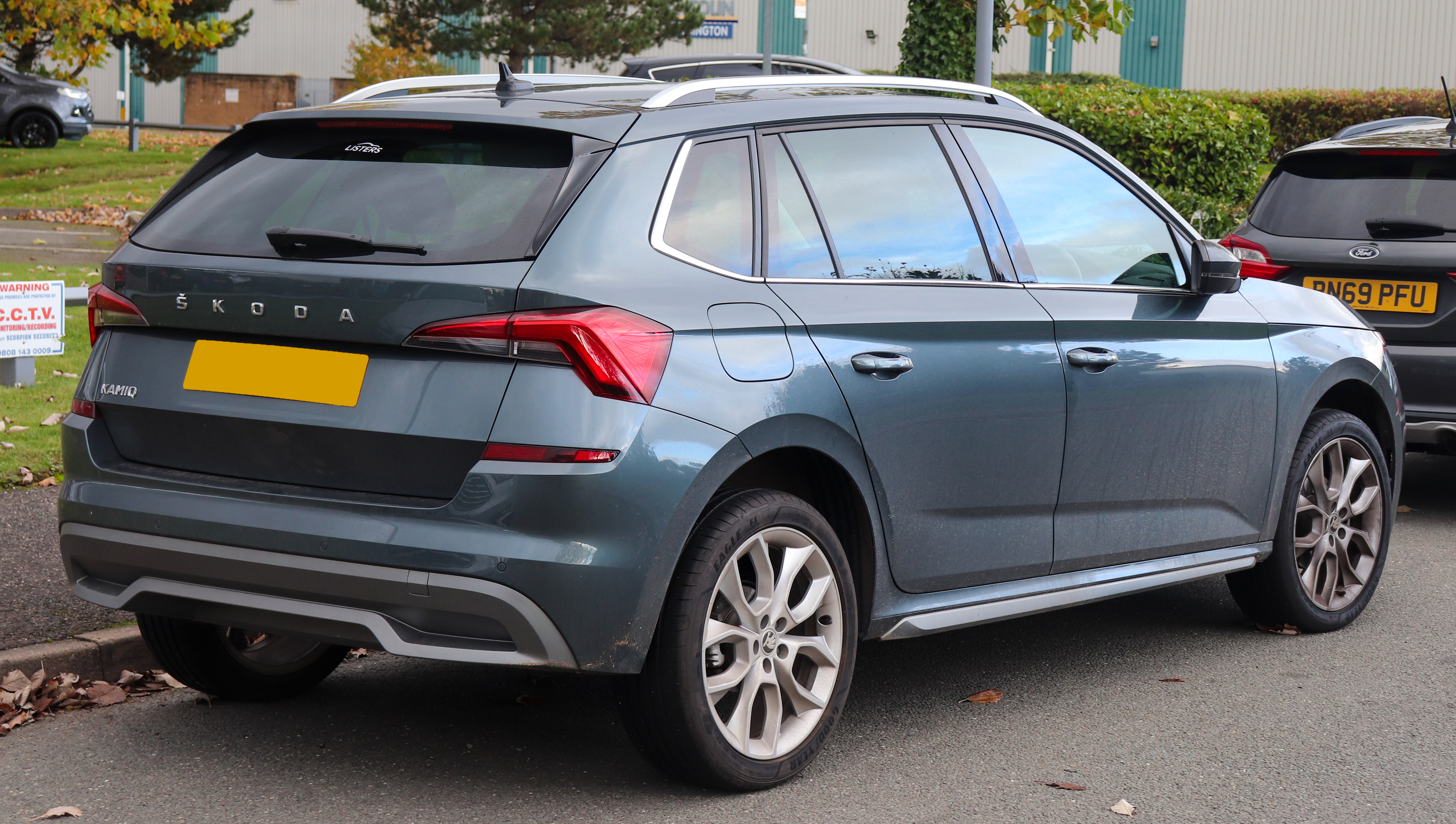
Skoda Kamiq SE (вид сзади)
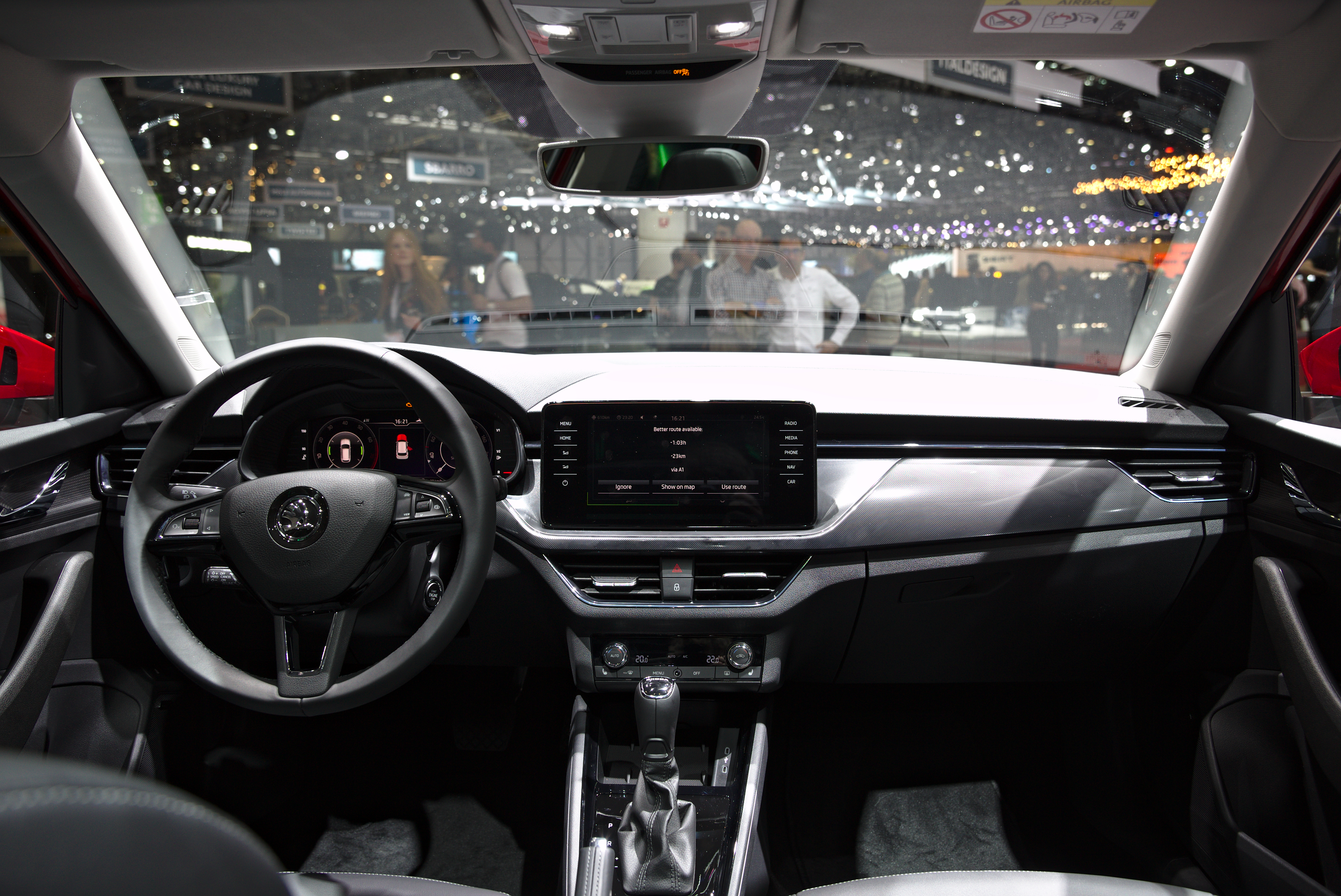
Место водителя